# Siruela
Siruela – gmina w Hiszpanii, w prowincji Badajoz, w Estramadurze, o powierzchni 202,47 km². W 2011 roku gmina liczyła 2124 mieszkańców.